# Атанас Александров – Герчо
Атанас Александров Стоянов по прякор Герчо е български партизанин и участник в комунистическото съпротивително движение по време на Втората световна война, командир на Партизанския отряд „Васил Левски“ (Варна).

## Биография
Атанас Александров е роден на 6 август 1917 г. в село Крумово, Варненско. Като ученик става член на РМС. През 1941 г. е член на бойна група на БКП. От края на 1942 г. е партизанин, а по-късно е командир на Партизанския отряд „Васил Левски“ (Варна).
Загива в сражение на 13 август 1944 година близо до царския развъдник на елени „Шерба“.